# Torre di Casa Cumana
La torre di Casa Cumana era una struttura di avvistamento e di difesa posta lungo costa settentrionale dell'Isola d'Ischia, presso l'abitato di Perrone, nel comune di Casamicciola Terme, oggi è un'abitazione privata.

## Storia
La torre viene costruita nel periodo vicereale, pressappoco dopo il 1491, poiché è proprio in questo periodo che si diffonde nel meridione d'Italia questo tipo di fortificazioni a pianta quadrata, per difesa e avvistamento nelle incursioni dei corsari saraceni. Sembrerebbe essere una fortificatione di tipo casa-torre, anche se probabilmente la funzione di abitazione la si è avuta in un secondo momento costituendo la torre una postazione d'avvistamento di un unico apparato difensivo con "La guardiola" posta presso la marina del Bagnitiello, la Torre del Cacciutto, sulle pendici della collina del Mortito ed un'ultima che dalla mappa del Cartaro del 1586 doveva essere presente sulla costa. Essa è l'unica dell'intero apparato arrivata ai giorni nostri.
Di certo la sua forma originale era quadrata, successivamente, in tempo ignoto è stato aggiunto un corpo di fabbrica sul versante orientale, che portava a raddoppiarne la volumetria e a darle un aspetto marcatamente rettangolare. Fino al terremoto del 28 luglio 1883 era in uno stato di profondo abbandono e solo dopo questo, quando l'intera zona si popola per il trasferimento a valle del paese, viene recuperata ed all'impianto originale si aggiunge un nuovo corpo di fabbrica più basso, sempre sul versante orientale, di fattura tipicamente ottocentesca. Oggi l'intero complesso è un condominio privato.
Sia il nucleo originario che quello aggiunto successivamente presentano i resti di mensole in basalto, che avevano la funzione di reggere la merlatura, ad oggi completamente mancante. Anche i tori e le angolature sono in basalto locale. Il lato d'accesso è sul versante occidentale.